# Winter-Universiade 1970/Skilanglauf
Bei der Winter-Universiade 1970 wurden vier Wettbewerbe im Skilanglauf ausgetragen.

## Bilanz

### Medaillenspiegel
| Platz  | Land        | Gold | Silber | Bronze | Gesamt |
| ------ | ----------- | ---- | ------ | ------ | ------ |
| 1      | Sowjetunion | 3    | 3      | –      | 6      |
| 2      | DDR         | 1    | 1      | 2      | 4      |
| 3      | Polen       | –    | –      | 1      | 1      |
| 4      | Japan       | –    | –      | 1      | 1      |
| Gesamt | Gesamt      | 4    | 4      | 4      | 12     |

### Medaillengewinner
Männer
| Disziplin         | Gold                                                                           | Silber                                                             | Bronze                                                             |
| ----------------- | ------------------------------------------------------------------------------ | ------------------------------------------------------------------ | ------------------------------------------------------------------ |
| 15 km Klassisch   | Fjodor Simaschow                                                               | Wladimir Dolganow                                                  | Gert-Dietmar Klause                                                |
| 4 × 10 km Staffel | SowjetunionJuri Bragin Abdelsamat Waljullin Wladimir Dolganow Fjodor Simaschow | DDRGerd Heßler Gerhard Grimmer Günter Stützner Gert-Dietmar Klause | JapanShinji Satō Tomio Okamura Takayoshi Takahashi Shunitshi Iwaja |

Frauen
| Disziplin        | Gold                                            | Silber                                                             | Bronze                                          |
| ---------------- | ----------------------------------------------- | ------------------------------------------------------------------ | ----------------------------------------------- |
| 10 km Klassisch  | Jana Jelistratowa                               | Alewtina Oljunina                                                  | Karin Scheidel                                  |
| 3 × 5 km Staffel | DDRGabriele Haupt Christel Thiel Karin Scheidel | SowjetunionJana Jelistratowna Ljubow Menschikowa Alewtina Oljunina | PolenKrystyna Turowska Teresa Merena Maria Krok |